# The Macarena
The Macarena es una artista drag española que compitió en la primera y tercera temporada de Drag Race España.

## Carrera
Compitió en la primera y tercera temporadas de Drag Race España. Fue eliminada en el primer episodio de la temporada 1, mientras que en la tercera fue la quinta expulsada. Posteriormente a su paso por la primera edición de Drag Race España presento el programa Si lo Digo,comentando los capítulos de la segunda temporada.

## Vida personal
Nacida en San Fernando (Cádiz) The Macarena vive su infancia en La Isla. (diferentes nombres para una misma localidad), Previamente se identificó como una persona no binaria. Según Screen Rant, en una entrevista de 2021 The Macarena afirmó que "prefiere los pronombres ella y elle en drag, pero no tiene preferencia fuera de drag". Pasado el tiempo en 2023 decidió explicar, a través de sus redes sociales, su proceso de transición de género. identificándose así como una persona transfemme.
Su nombre artístico proviene de la canción «Macarena» de 1993 del dúo español Los del Río. Tuvo una relación romántica y posteriormente de madre-hija drag con la concursante de la segunda temporada Samantha Ballentines.

## Filmografía

### Televisión
- Drag Race España (temporada 1, temporada 3)
- Sí lo digo (temporada 1)

## Discografía

### Sencillos
| Año  | Título                                   |
| ---- | ---------------------------------------- |
| 2021 | «Turn the Glamour On»                    |
| 2022 | «Enciéndeme el Glamour» con Pupi Poisson |
| 2023 | «Rain On Me»                             |
| 2023 | «Préndelo»                               |
| 2023 | «TOTO»                                   |

### EPs
| Año  | Título |
| ---- | ------ |
| 2023 | MANIC  |

## Teatro
- El Gran Hotel de las Reinas (2021)
- El Gran Hotel de las Reinas (2023)[13]